# Ladice
Ladice (deutsch Laditz, ungarisch Lédec oder Barslédec) ist eine Gemeinde im Westen der Slowakei mit 719 Einwohnern (Stand 31. Dezember 2024), die zum Kreis Okres Zlaté Moravce, einem Teil des Nitriansky kraj, gehört.

## Geographie
Die Gemeinde befindet sich im Nordteil des Hügellands Žitavská pahorkatina im Tal des Baches Drevenica. Das Ortszentrum liegt auf einer Höhe von 197 m n.m. und ist 13 Kilometer von Zlaté Moravce entfernt.
Nachbargemeinden sind Kostoľany pod Tribečom im Norden, Velčice im Nordosten, Sľažany im Osten, Neverice im Süden und Jelenec im Westen.

## Geschichte
Ladice wurde zum ersten Mal 1075 als Lenduch schriftlich erwähnt und war jahrhundertelang Besitz des Erzbistums Gran und unter Verwaltung der sogenannten Prädialisten. 1353 gab es zwei Orte namens Maior Ledenche und Minor Ledenche. Die ursprüngliche Bevölkerung wurde im Mittelalter von den Szeklern abgelöst. 1573 plünderten osmanische Truppen den Ort, der im nächsten Jahr verlassen war. 1601 standen vier Mühlen und 44 Häuser im Dorf, das nach und nach wieder bevölkert wurde. 1630 entstand die erste Schule. 1828 zählte man 109 Häuser und 690 Einwohner, die als Landwirte, Winzer, aber auch als Korbmacher und Waldarbeiter beschäftigt waren.
Jahrhundertelang lag das Dorf in zwei Komitaten: am rechten Ufer der Drevenica im Komitat Neutra, am linken Ufer im Komitat Bars, bevor die beiden Ortsteile nach 1882 im Komitat Bars vereinigt wurden.
Bis 1918 gehörte der im Komitat Bars liegende Ort zum Königreich Ungarn und kam danach zur Tschechoslowakei beziehungsweise heute Slowakei. 

## Bevölkerung
| Jahr                | 1994 | 2004    | 2014    | 2024    |
| ------------------- | ---- | ------- | ------- | ------- |
| Anzahl der Personen | 844  | 800     | 741     | 719     |
| Unterschied         |      | −5,21 % | −7,37 % | −2,96 % |

| Jahr                | 2023 | 2024    |
| ------------------- | ---- | ------- |
| Anzahl der Personen | 732  | 719     |
| Unterschied         |      | −1,77 % |

Gemäß der Volkszählung 2011 wohnten in Ladice 741 Einwohner, davon 445 Slowaken, 236 Magyaren sowie jeweils ein Tscheche und Ukrainer. 58 Einwohner machten keine Angabe zur Ethnie. 
626 Einwohner bekannten sich zur römisch-katholischen Kirche sowie jeweils ein Einwohner zur orthodoxen Kirche und zur Pfingstbewegung; zwei Einwohner bekannten sich zu einer anderen Konfession. 28 Einwohner waren konfessionslos und bei 83 Einwohnern wurde die Konfession nicht ermittelt.

## Bauwerke und Denkmäler
- römisch-katholische Allerheiligenkirche im Barockstil aus dem 18. Jahrhundert mit einer gotischen Glocke aus dem Jahr 1315
- denkmalgeschütztes Haus Nr. 100 aus ungebrannten Ziegeln im regionaltypischen Baustil
- altes Schulgebäude mit einem Museum